# Chico Rei

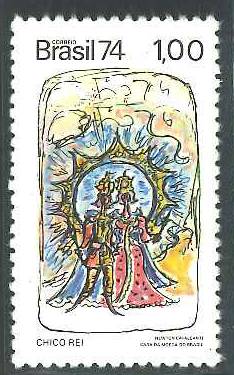
Timbre sur le thème de Chico Rei.

Francisco Rei, dit Chico Rei (le « roi Chico ») est un personnage légendaire issu de la tradition orale du Minas Gerais, au Brésil. Selon cette tradition, Chico était le roi d'une tribu du royaume du Kongo, amené comme esclave au Brésil. Il a réussi à acheter sa liberté et celle des autres compatriotes avec son travail et est devenu « roi » à Ouro Preto.